# Új nap kel fel
Az Új nap kel fel (eredeti cím: Sunrise) 2024-ben bemutatott brit–amerikai horrorfilm, amelyet Andrew Baird rendezett és Ronan Blaney írt. A főbb szerepekben Alex Pettyfer, Crystal Yu, William Gao, Kurt Yaeger, Olwen Fouéré és Guy Pearce látható.
A film Észak- Amerikában 2024. január 19-én jelent meg a mozikban és digitálisan. Magyarországon 2025. február 22-én a FilmBox Premium mutatta be.

## Cselekmény
Az Amerikai Egyesült Államok észak-nyugati részének öt egymással összefüggő erdeje közül a legnagyobb, egy „szent erdő démonnak” ad otthont. Az őslakosok évszázadokon át élő állatáldozatokkal engesztelték ki. Tudták róla, hogy örök életet ad, ha úgy dönt. Áldozatainak vére táplálta az erejét. Idővel egyre nagyobb áldozatokat hoztak. Ahogy a démont övező mítosz generációkon át erősödött, a telepesek "Vörös kabátosként" kezdték el emlegetni.
A város Reynolds bűnöző miatt szenved, aki csak a fehér bőrűeket tekinti embernek. Egy ázsiai származású üzletembert különösen szemügyre vesz. Reynolds azt akarja, hogy Mr. Loy adja neki a földjét. Röviddel az elutasítás után eltűnik. Ezzel egy időben egy titokzatos idegen jelenik meg a városban. A férfi elsápadt, csendes és gonosz tekintetű. Az eltűnt férfi felesége, Yan Loi szállást ad neki. Az őslakosok hiedelmeit ismerő emberek szerint ő Bagryanosh, aki a vérivással halált hoz. 

## Szereplők
| Szerep        | Színész       | Magyar hang       |
| ------------- | ------------- | ----------------- |
| Fallon        | Alex Pettyfer | Fehér Tibor       |
| Yan Loi       | Crystal Yu    | Sipos Eszter Anna |
| Edward Loi    | William Gao   | Czető Ádám        |
| Ma Reynolds   | Olwen Fouéré  | Zsolnai Júlia     |
| Dee Gillespie | Kurt Yaeger   | Janicsek Péter    |
| Lennox        | Lalor Roddy   | Gyenes László     |
| Reynolds      | Guy Pearce    | Berzsenyi Zoltán  |

### Magyar változat
- Magyar szöveg: Niklosz Krisztina
- Felvevő hangmérnök: Darvas Bence
- Hangmérnök és vágó: Hegyessy Ákos
- Gyártásvezető: Mészáros Szilvia
- Szinkronrendező: Berzsenyi Márta
- Produkciós vezető: Legény Judit

A szinkront a Laborfilm Szinkronstúdió készítette el.

## A film készítése
A filmet Andrew Baird rendezte Ronan Blaney forgatókönyvéből. Producerei Martin Brennan, Jib Polhemus, Nathan Klingher és Ford Corbett voltak, míg Alex Pettyfer és Kurt Yaeger vezető producerei és főszereplői. A forgatás február 6. és 2023. március 22. között zajlott az észak-írországi Belfastban.

## Bemutató
A Solution Entertainment Group végezte a projekt értékesítését az Európai Filmpiacon. Az Új nap kel felt a Lions Gate Entertainment 2024. január 19-én mutatta be korlátozott számú mozikban és digitális platformokon az Amerikai Egyesült Államokban.